# Arsinoitheriidae
De Arsinoitheriidae zijn de enige familie binnen de orde Embrithopoda. De familie omvat enkele soorten van uitgestorven neushoornachtige zoogdieren uit het Eoceen en Oligoceen. Naamgever van de familie is Arsinoitherium. Resten zijn gevonden in het Midden-Oosten, Afrika, Azië en Roemenië. Bij leven zouden ze een sterke maar oppervlakkige gelijkenis hebben vertoond met de huidige neushoorns; ze waren echter niet nauw verwant aan hen (of enige andere perissodactyle), in plaats daarvan waren ze nauwer verwant aan hyraxen, olifanten, sireniërs en mogelijk desmostyliërs (als onderdeel van de superorde Afrotheria).

## Fossielen
Het laatste geslacht Arsinoitherium werd voor het eerst gevonden in het Laat-Eoceen van het Fayum; het verdwijnt helemaal uit het fossielenbestand voor het einde van het Vroeg-Oligoceen.

## Etymologie
De naam eert de vrouw van Ptolemaeus II, koningin Arsinoe II van Egypte, omdat de eerste fossielen van Arsinoitherium werden gevonden in de buurt van de ruïnes van haar paleis.

## Soorten
- Arsinoitherium andrewsii - Egypte
- Arsinoitherium giganteum - Ethiopië
- Arsinoitherium zitteli - Egypte, Libië, Angola, Oman
- Crivadiatherium iliescui - Roemenië
- Palaeoamasia kansui - Turkije